# إيكلس جيمس غوت
إيكلس جيمس غوت هو سياسي كندي، ولد في 4 سبتمبر 1884 في أمهيرستبارج في كندا، وتوفي في 15 يونيو 1939. نشط حزبياً في حزب كندا المحافظ. وقد انتخب عضو مجلس العموم الكندي.